# Evangelický kostel v Třanovicích
Evangelický kostel v Třanovicích je modernistický kostel v obci Třanovice v Moravskoslezském kraji, je součástí místního Evangelického Augsburského sboru. Položení základního stavebního kamene proběhlo v roce 1929.

## Historie

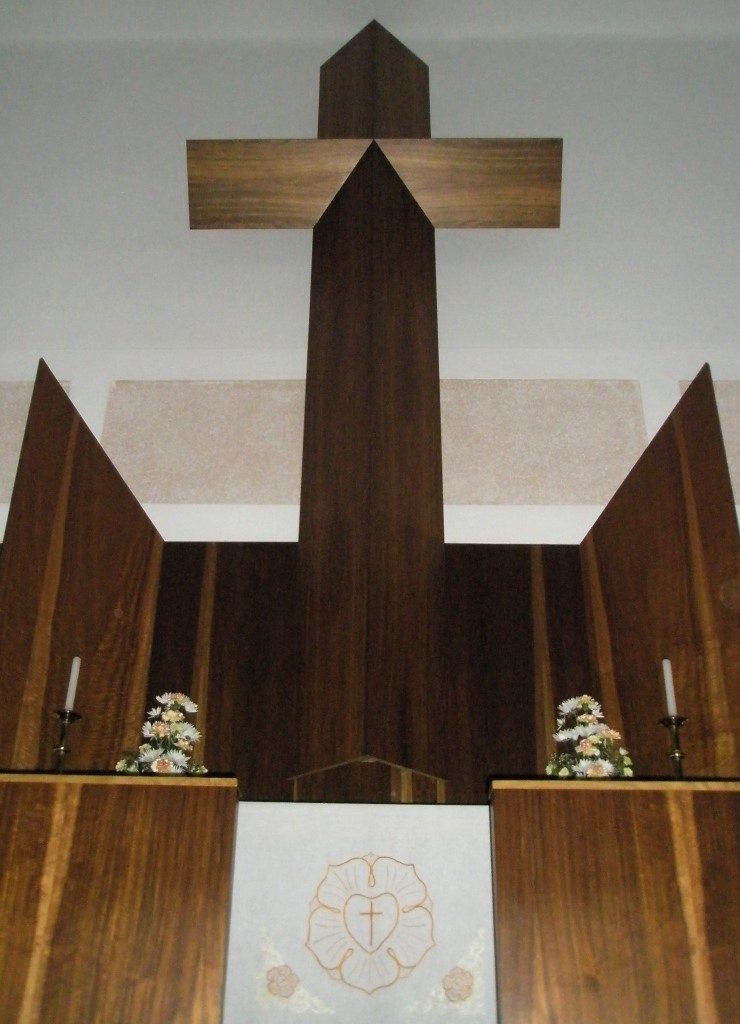
Oltář

V roce 1858 byl Třanovicích založen místní hřbitov, na kterém byla postavená márnice. Hřbitovní rada 7. ledna 1894 se usnesla na rozšíření a přestavbě márnice na kapli, ve které by se mohly odehrávat bohoslužby. Od roku 1896 byly pro tento cíl pořádány sbírky. Po pěti letech byla ustanovená stavební komise, která v rámci daru získala stavební pozemek. V roce 1915 byly vybrané peníze zabaveny státem jako válečná půjčka. Zabaveny byly i zvony z věže márnice. Bohoslužby v té době byly pořádány na hřbitově a po roce 1915 v místní škole.
V roce 1927 byla znovu uspořádána sbírka na výstavbu kaple. Svatyni projektoval architekt Tadeusz Michejda. Základní kámen byl položen 8. září 1929, dokončení stavby a posvěcení proběhlo 13. září 1931. Rok na to byly posvěceny i dva nové zvony.
V průběhu druhé světové války byly zvony zabaveny. V roce 1944 byly ve Vítkovických hutích odlity tři nové zvony a téhož roku byly posvěceny. V roce 1947 byly zakoupené nové varhany od firmy Rieger z Krnova. Dne 11. července 1950 vznikl samostatný sbor v Třanovicích. Patří do frýdeckého seniorátu SCEAV(Slezské církve evangelické augsburského vyznání. V letech 1952–1953 byla rozšířená původně malá sakristie na velký sborový sál.
V roce 1987 proběhla rekonstrukce vnitřních prostor kostela, podle projektu architekta Karla Cieślara. Dále byl postaven nový oltář a kazatelna. V roce 1995 byla opravena fasáda a schody. O pět let později proběhly venkovní úpravy a položení dlažby.